# 千葉県立白井高等学校
千葉県立白井高等学校（ちばけんりつ しろいこうとうがっこう）は、千葉県白井市池の上一丁目にある公立高等学校。愛称・略称は「ロイコウ」。

## 設置学科
- 普通科

## 概観
千葉ニュータウンの一画にある、白井市唯一の高等学校である。かつては生徒数が1200人を超えるマンモス校であったが、現在は約700人の生徒が在籍している。部活動も活発で進学する生徒も増えている。
校歌の作曲者は、古関裕而である。

## 交通
- 北総鉄道北総線 白井駅より徒歩15分
- ナッシー号 東ルート 白井高校入口停留所より徒歩3分

## 沿革
- 1983年（昭和58年）4月11日 - 創立

## 主な年間行事
- 校外学習（4月）  1年は飯盒炊飯(学校発バス) 2年は羽田空港(現地集合) 3年はディズニーランド(現地集合)
- 球技大会（5月）  学年男女別(バレーボール・バスケットボール・サッカー・ドッジボール・卓球)
- 青藍祭（9月）    金曜日校内公開 土曜日一般公開
- 体育祭（9月）    色別クラス別部活対抗
- 修学旅行（11月） 2年生 沖縄・宮古島方面

## 卒業生
- 松本崚汰 - プロサッカー選手